# Alcoholisme
L'alcoholisme és una malaltia crònica caracteritzada per la dependència física i psíquica de l'alcohol etílic.
L'alcoholisme és també un problema social, ja que està estès en totes les capes socials i ocasiona greus problemes en tots els camps de l'activitat humana.
L'alcohol és una de les drogues més antigues i més àmpliament usades per la humanitat. En la natura alguns fruits ensucrats experimenten de forma espontània una fermentació que forma alcohol. Aquest és el cas dels fruits de l'arboç que quan estan sobremadurats poden arribar a embriagar si es consumeixen. Gairebé totes les civilitzacions han elaborat begudes alcohòliques, amb fruits o cereals principalment, que han arribat a ser una referència cultural.
La principal diferència amb altres drogues és que l'alcohol és legal, de fàcil disponibilitat i de consum, en forma moderada, associat al lleure i la convivència. Per tot això la persona afectada per l'alcoholisme o que està essent rehabilitada, té grans facilitats per persistir o tornar a l'addicció alcohòlica.
La persona afectada per l'alcoholisme no necessàriament ha d'arribar a l'estat d'embriaguesa o intoxicació alcohòlica aguda, sinó que es troba en un estat continuat de dependència de l'alcohol que perjudica la seva salut psíquica i física.
Hi ha una sèrie de factors que fan que hi hagi diferències entre els individus pel que fa a la resposta a la ingestió de determinades quantitats d'alcohol: quantitat i percentatge d'alcohol en la beguda, biodisponibilitat (taxa d'absorció, biotransformació), variacions genètiques i experiència com a bevedor.

## Descripció
L'alcohol no és només una substància tòxica. És també una droga, entenent per droga tota substància que introduïda en un organisme viu pot modificar una o diverses de les seves funcions. Com més consum d'alcohol, més risc de patir conseqüències negatives i riscos associats. Les complicacions clíniques de l'alcoholisme poden afectar diversos òrgans, però fonamentalment a nivell hepàtic (metabolisme de l'alcohol) i a nivell neuronal (sensibilitat a l'efecte de l'alcohol). El consum abusiu de l'alcohol provoca alteracions en l'estructura i funcionament del sistema nerviós.

### Etiologia
L'estudi de les causes de l'alcoholisme és complexa i heterogènia resultant de la interacció de factors de naturalesa diversa: biològica, psicològica i sociocultural. Hi ha molta variabilitat mostral i metodològica en els estudis que l'estudien. Així, sembla que hi pot haver certa predisposició que es transmet per herència biològica. La incidència d'alcoholisme en fills de sexe masculí de pares alcohòlics és 4 vegades superior als fills de pares no alcohòlics. No hi ha la mateixa evidència en les filles. Tot i això, ni el mecanisme concret de transmissió ni els components específics que són hereditaris han estat identificats, en gran part per les dificultats metodològiques. Entre els factors de naturalesa psicològica alguns autors l'identifiquen com a vehicle tranquil·litzador. L'alcohol provoca sensació de desinhibició i eufòria, l'ansietat originada s'apaivaga amb un nou consum, generant un cercle addictiu de conducta. Aquesta conducta, amb una sèrie de factors de risc, sotmesa a lleis d'aprenentatge, pot ser modificada per la resposta de l'entorn. L'alcohol a voltes és un element amb corrent favorable al seu consum, estimulat per campanyes publicitàries i la tradició, aquesta influència tendeix a ser frenada per les autoritats.

### Tolerància i dependència
Amb el consum regular de begudes alcohòliques es pot córrer risc de desenvolupar-hi tolerància, un mecanisme pel qual la persona cada vegada ha de beure més per obtenir els mateixos efectes. A més, pot aparèixer dependència física i psíquica que comporta, d'una banda, la síndrome d'abstinència si se'n deixa de beure i, d'una altra, la pèrdua de control i la necessitat de continuar bevent-ne tot i patir conseqüències adverses. No totes les persones reaccionen de la mateixa manera a l'hora de consumir alcohol. Hi ha diferències individuals que fan que algunes persones tinguin més predisposició a patir-ne conseqüències negatives que no unes altres i, per tant, és més fàcil que desenvolupin dependència.
El diagnòstic de dependència requereix l'avaluació d'un especialista, però en tot cas convé emfatitzar que el principal símptoma de sospita és la pèrdua de control, ja sigui de la quantitat consumida com del moment del consum. Així, es pot considerar dependent una persona que no beu habitualment, però que quan beu ho fa sovint de manera descontrolada, és a dir, que es proposa beure poc i acaba bevent molt, i també una persona que tot i que es proposa no beure en moments o llocs determinats, ho acaba fent.
La intoxicació crònica es deu al consum regular i elevat d'alcohol durant un període prolongat de temps. Pot consistir en estat freqüents d'embriaguesa, però també en la ingestió diària de dosis excessives d'alcohol sense arribar a embriagar-se (per exemple, un consum diari de dos gots de vi, una cervesa, un combinat i una copa de brandi). Aquesta mena d'intoxicació causa lesions orgàniques que poden afectar el tub digestiu, el fetge i el sistema nerviós. Així mateix, causa trastorns hematològics, cardíacs i hormonals.
El coma etílic (que es produeix amb un consum agut i abusiu) pot arribar a causar la mort. Pot aparèixer a partir de 3g/l d'alcohol a la sang: per exemple, quan es beu mitja ampolla de whisky amb l'estómac buit.
L'alcoholèmia (índex que habitualment es mesura als controls de trànsit aleatoris) és la concentració d'alcohol a la sang. Augmenta segons la quantitat, la graduació de les begudes alcohòliques ingerides, l'absorció i el temps transcorregut des del darrer consum d'alcohol. Cada beguda alcohòlica comporta una determinada quantitat d'alcohol, que depèn de la graduació o percentatge d'alcohol pur que conté.

## Símptomes i signes de l'alcoholisme

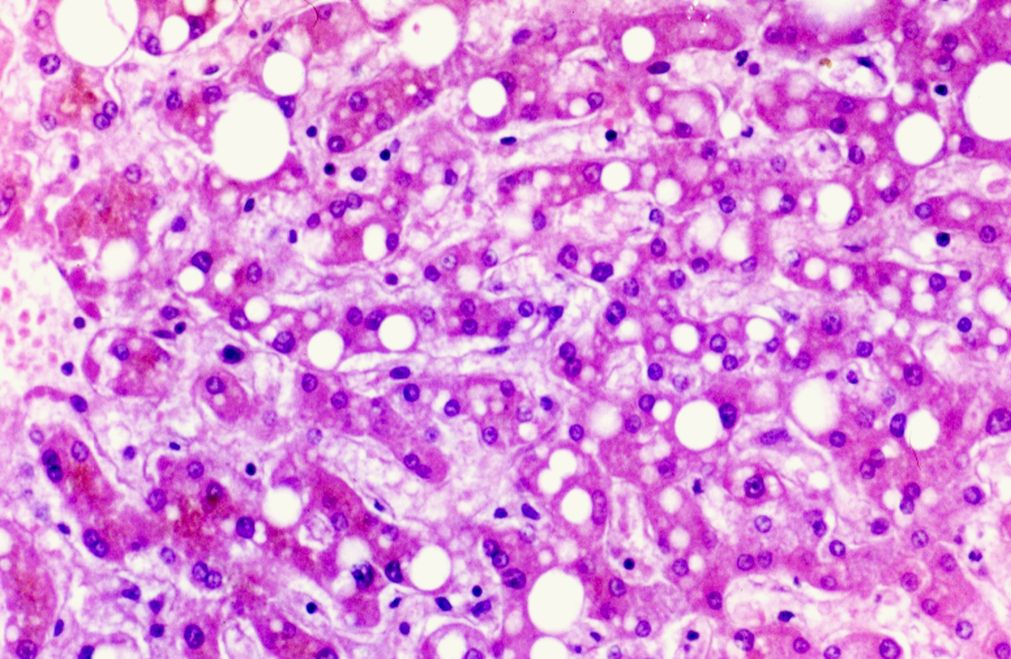
Vacuolització esteatòsica i cossos de Mallory en un fetge gras d'etiologia alcohòlica. Microscopi òptic. 450X. Tinció d'HE.

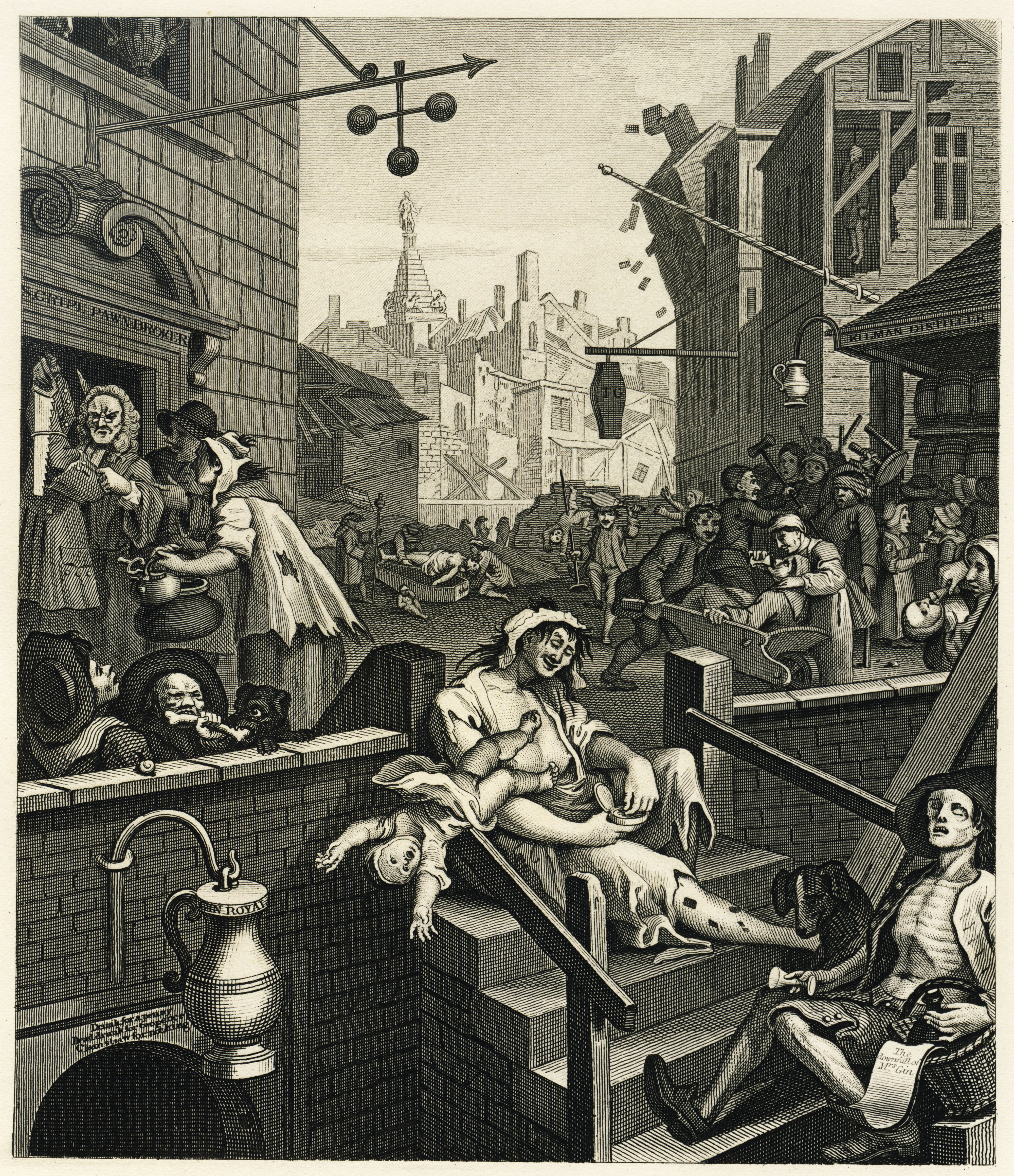
William Hogarth: Gin Lane

- William Hogarth: Gin LaneTrastorns físics: en fetge (cirrosi hepàtica)[9] pàncrees, gastrointestinals, cardiocirculatoris, hematològics i metabòlics.
- Trastorns de conducta: com violència, ansietat, absentisme laboral, marginació de la societat.
- Síndrome d'abstinència: tremolor, intranquil·litat i, en darrer terme, delírium trèmens.

Aquests símptomes poden transmetre's als descendents en el que és anomenat com a Síndrome d'Alcoholisme Fetal. L'abreviatura d'aquesta síndrome és "S.A.F.".

## Diagnòstic
Pot ser d'utilitat el qüestionari CAGE, que ve a ser un compendi adaptat dels aspectes corresponents a una drogoaddicció en general:
Si en els darrers 12 mesos o de forma continuada han estat presents 3 o més dels criteris (CIM-10) següents:
- En presenta tolerància
- Presenta síndrome d'abstinència
- La substància és consumida en quantitats majors o durant períodes més llargs del desitjat.
- Hi ha un desig persistent o intents infructuosos de disminuir o controlar l'ús
- S'utilitza gran quantitat de temps en obtenir la substància, consumir-la o recuperar-se dels seus efectes
- Es redueixen o abandonen activitats socials, ocupacionals o recreatives importants
- Es persevera en l'ús de la substància malgrat tenir problemes físics o psicològics recurrents o crònics que són produïts o exacerbats per l'ús

### Bevedor de risc
D'acord amb la nord-americana National Institute on Alcohol Abuse and Alcoholism, els homes poden estar en risc de problemes relacionats amb l'alcohol, si el seu consum d'alcohol excedeix els 14 UBE per setmana o 4 per dia, i les dones poden estar en risc si prenen més de 7 UBE per setmana o 3 per dia.
Si bé altres fonts diferencien entre:
- Consum perillós o bevedor moderat: 17-28 UBE per setmana en els homes i 11-17 UBE per setmana en les dones.
- Consum de risc o bevedor de risc: ≥28 UBE per setmana o ≥4 per dia en els homes i ≥17 UBE per setmana o ≥2,5 per dia en les dones.

## Riscos
La cirrosi hepàtica, la pancreatitis i els càncers de llavi, de boca, de laringe, d'esòfag i de fetge són algunes de les malalties que el consum excessiu d'alcohol o determinats abusos poden causar. A la llarga, beure excessivament pot tenir conseqüències en la salut com ara pèrdua de la gana, deficiència vitamínica, mala digestió d'aliments, problemes de pell, impotència sexual, obesitat, problemes del sistema nerviós central, pèrdua de memòria i trastorns psicològics. El consum d'alcohol, a més, pot causar problemes a tercers, per això convé prestar especial atenció a les circumstàncies que augmenten el risc de tenir problemes derivats del consum d'alcohol per a la mateixa persona o per a persones de l'entorn.
- Alcohol i conducció: Legalment, es prohibeix conduir amb una concentració d'alcohol a la sang (alcoholèmia) superior a 0,3 g/l. Amb el consum de dos gots de vi o de dues cerveses en un espai de temps breu es pot superar aquest límit. Però ja amb nivells més baixos es presenta una disminució dels reflexos i una eufòria que porta a sobreestimar les pròpies facultats. A la persona que ha consumit alcohol, li sembla que condueix millor, tot i que en realitat reaccionarà amb menys rapidesa amb qualsevol imprevist.[3]

- Alcohol i relacions sexuals: Quan s'ha begut és normal sentir-se més desinhibit, però alhora disminueix la percepció del risc i l'autocontrol, i això pot comportar més facilitat per mantenir relacions consentides o no i que no s'utilitzin mesures anticonceptives efectives com el preservatiu. A més, la ingesta elevada d'alcohol pot ocasionar tant en homes com en dones una disminució del desig sexual i un empitjorament de la qualitat de les relacions (dificultat per mantenir l'erecció, etc.).[3]

- Alcohol i medicaments: El consum de begudes alcohòliques és contraindicat amb alguns medicaments. Fins i tot en petites quantitats, quan es prenen ansiolítics o fàrmacs de característiques semblant, beure alcohol pot resultar perillós. Cal seguir estrictament les recomanacions mèdiques i, en cas de dubte, consultar-ho amb el personal mèdic o farmacèutic, o llegir el prospecte.[3]

- Alcohol i família: La família d'un alcohòlic es divideix en tres rols: salvador, perseguidor i víctima. El salvador és qui acostuma a ajudar el malalt i a sobrecarregar-se de responsabilitats. El perseguidor sermoneja l'alcohòlic generant més estrès a la família. La víctima són els membres de la família que adopten el rol de damnificats per culpa de la situació de l'alcohòlic

## Tractament
- Farmacològic: Hi ha medicaments, com el disulfiram, basats en l'efecte de l'aversió cap a l'alcohol, ja que acumulen acetaldehid que provoca nàusees i malestar. Altres medicaments pertanyen al camp de la psiquiatria.
- Psicològic: a través de psicoteràpia professional i grups d'ajuda com l'associació alcohòlics anònims.
- Nous tractaments: segons investigadors de Virgínia el trasplantament fecal pot provocar en els pacients alcohòlics una reducció del desig de consumir alcohol.[13]